# Marieke Koekkoek
Marieke Koekkoek (Amsterdam, 26 februari 1989) is een Nederlandse politica voor Volt, die sinds 2021 lid is van de Tweede Kamer der Staten-Generaal.

## Biografie
Koekkoek groeide op in Amsterdam-Zuidoost. Haar ouders gaven les op de basisschool. Ze studeerde vanaf 2008 Nederlands recht aan de Universiteit Utrecht, en nadien internationaal handels- en investeringsrecht aan de Universiteit van Amsterdam en internationaal economisch recht en beleid aan de Universiteit van Barcelona. Ze was voorzitter van de Model United Nations Society van studentenvereniging Urios.
In oktober 2013 kreeg ze een aanstelling als promovendus bij de Katholieke Universiteit Leuven op het gebied van internationaal handelsrecht. Ze keerde in 2017 terug naar Nederland maar ze bleef werkzaam aan de Leuvense universiteit. In 2019 gaf Koekkoek enige tijd les aan de China-EU School of Law en kreeg in hetzelfde jaar een betrekking als advocaat-stagiair bij het advocatenkantoor Fieldfisher in Amsterdam.

### Politiek
Nadat ze lid van D66 was geweest, sloot Koekkoek zich in 2017 bij Volt aan omdat ze vond dat bepaalde kwesties zoals klimaatproblemen en de opvang van migranten 'niet door een nationalistische bril' moesten worden bekeken, maar Europees worden aangepakt. Ze noemde Jacinda Ardern en Angela Merkel als haar politieke voorbeelden. Koekkoek was betrokken bij het schrijven van het Europese verkiezingsprogramma van Volt en was bij de Europese Parlementsverkiezingen 2019 in Nederland de 22e kandidaat.
Bij de Tweede Kamerverkiezingen 2021 verscheen ze op plaats vier op de kandidatenlijst van Volt en schreef ze wederom mee aan het verkiezingsprogramma. In de campagne zei ze zich zorgen te maken over toenemend racisme en discriminatie in Nederland en Europa en ze benadrukte het belang van de bescherming van grondrechten en inclusie. Zo pleitte ze ervoor dat asielzoekers al tijdens hun procedure de mogelijkheid zouden krijgen om de taal te leren en betaald werk te doen. Koekkoek ontving bij de verkiezingen 37.093 stemmen, waardoor ze met voorkeurstemmen werd verkozen. Hierdoor kwam de nummer drie op de kandidatenlijst, Ernst Boutkan, niet in de Kamer. Eind 2022 nam de Tweede Kamer een motie van Koekkoek en Hülya Kat (D66) aan om de overheid aan te zetten gratis menstruatieproducten aan te bieden aan huishoudens met een laag inkomen. Koekkoek noemde het een begin en pleitte voor het gratis maken voor deze producten voor iedereen. Ze ging van 15 maart tot 5 juli 2023 met zwangerschapsverlof met Ernst Boutkan als vervanger.
Koekkoek is lid van de volgende parlementaire commissies:
- Vaste commissie voor Buitenlandse Handel en Ontwikkelingssamenwerking
- Commissie voor de Verzoekschriften en de Burgerinitiatieven
- Vaste commissie voor Justitie en Veiligheid
- Vaste commissie voor Koninkrijksrelaties
- Vaste commissie voor Landbouw, Natuur en Voedselkwaliteit
- Vaste commissie voor Sociale Zaken en Werkgelegenheid
- Vaste commissie voor Volksgezondheid, Welzijn en Sport

Koekkoek leidde de verkiezingsprogrammacommissie van Volt voor de Tweede Kamerverkiezingen van november 2023. Ze stond op de tweede plek en behaalde 38.747 voorkeurstemmen.

## Persoonlijk leven
Koekkoek woont in Utrecht met haar man en drie kinderen. Haar man komt uit China en was in Nederland om te studeren. Koekkoek is biseksueel.
Laurens Dassen · Marieke Koekkoek
- Parlement.com: vlh5cpq52zw8